# Ceratophygadeuon limatulus
Ceratophygadeuon limatulus là một loài tò vò trong họ Ichneumonidae.